# Niccolò Marini
Niccolò Marini (ur. 20 sierpnia 1843 w Rzymie, zm. 27 lipca 1923 tamże) – włoski duchowny katolicki, kardynał.

## Życiorys
Kształcił się w Collegio Capranica, a także na Uniwersytecie Gregoriańskim w Rzymie. Uzyskał doktoraty z filozofii, teologii i utroque iure. Na Królewskim Uniwersytecie w Rzymie uzyskał również doktoraty z prawa cywilnego i kanonicznego. Święcenia kapłańskie otrzymał 26 czerwca 1866. Był m.in. wikariuszem generalnym kardynała Luigiego Oreglii, oficjałem w Kongregacji Konsystorialnej, kanonikiem bazyliki laterańskiej, a także attaché nuncjatury w Hiszpanii (lata 1882–1889). Po powrocie do Rzymu został kanonikiem bazyliki watykańskiej. Od 1892 substytut Sekretariatu ds. Listów. W tym samym roku otrzymał godność prałata. Udzielał się na rzecz Kościołów Wschodnich i unii z Kościołem Prawosławnym. W 1902 mianowany konsultorem Kongregacji ds. Studiów, a w 1908 sekretarzem Sygnatury Apostolskiej. Działał również w Komisji ds. Kodyfikacji Kodeksu Prawa Kanonicznego.
Na konsystorzu z grudnia 1916 kreowany kardynałem diakonem. W 1917 został członkiem Komitetu Nauk Historycznych i sekretarzem Kongregacji ds. Kościołów Wschodnich (w dniu 29 listopada). Zrezygnował z tych funkcji w 1922 z powodu zaawansowanego wieku i słabego zdrowia. Brał udział w konklawe 1922. Pochowany na Campo Verano.